# Rhinomyza oculata
Rhinomyza oculata är en tvåvingeart som beskrevs av Philip och M. Josephine Mackerras 1960. Rhinomyza oculata ingår i släktet Rhinomyza och familjen bromsar. Inga underarter finns listade i Catalogue of Life.